# Coupe d'Union soviétique de football 1949
 (décembre 2023).
Si vous disposez d'ouvrages ou d'articles de référence ou si vous connaissez des sites web de qualité traitant du thème abordé ici, merci de compléter l'article en donnant les références utiles à sa vérifiabilité et en les liant à la section « Notes et références ».
Navigation
Édition 1948 Édition 1950
La Coupe d'Union soviétique 1949 est la 10e édition de la Coupe d'Union soviétique de football. Elle se déroule entre le 16 juin et le 4 novembre 1949.
La finale se joue le 4 novembre 1949 au stade Dynamo de Moscou et voit la victoire du Torpedo Moscou, qui remporte sa première coupe nationale aux dépens du Dynamo Moscou.

## Format
Un total de 120 équipes prennent part à la compétition, cela incluant l'intégralité des participants aux deux premières divisions soviétiques, à laquelle s'ajoutent 18 formations ayant remporté les coupes des différentes républiques socialistes soviétiques ainsi que celles de villes de Léningrad et de Moscou.
Le tournoi inclut dans un premier temps une phase préliminaire. Celle-ci consiste en plusieurs mini-tournois au sein des différents groupes de la deuxième division afin de déterminer pour chacun trois équipes qui se qualifient pour la phase finale, pour un total de dix-huit en tout. La phase finale, qui voit l'entrée en lice des clubs de la première division et des équipes républicaines, se divise quant à elle en sept tours.
Chaque confrontation prend la forme d'une rencontre unique jouée sur la pelouse d'une des deux équipes. En cas d'égalité à l'issue du temps réglementaire d'un match, une prolongation est jouée. Si celle-ci ne suffit pas à départager les deux équipes, le match est rejoué ultérieurement.

## Phase finale

### Premier tour
Les rencontres de ce tour sont jouées entre le 25 et le 30 septembre 1949.
| Date              | Locaux                        | Score    | Visiteurs                             |
| ----------------- | ----------------------------- | -------- | ------------------------------------- |
| 25 septembre 1949 | Dinamo Novossibirsk (A)       | 0 - 2    | (D2) Krasnoïé Znamia Orekhovo-Zouïevo |
| 28 septembre 1949 | ZiD Tbilissi (A)              | 1 - 2 ap | (D2) DO Léningrad                     |
| 28 septembre 1949 | DO Tachkent (D2)              | 0 - 0 ap | (A) Dinamo Tchimkent                  |
| 29 septembre 1949 | DO Tachkent (D2)              | 2 - 2    | (A) Dinamo Tchimkent                  |
| 30 septembre 1949 | DO Tachkent (D2)              | 2 - 1    | (A) Dinamo Tchimkent                  |
| 28 septembre 1949 | Krasny Metallourg Liepāja (A) | 1 - 2    | (D2) Krylia Sovetov Molotov           |

### Deuxième tour
Les rencontres de ce tour sont jouées entre le 24 septembre et le 14 octobre 1949.
| Date              | Locaux                                | Score    | Visiteurs                      |
| ----------------- | ------------------------------------- | -------- | ------------------------------ |
| 24 septembre 1949 | KKF Bakou (A)                         | 1 - 3    | (D2) Spartak Noguinsk          |
| 25 septembre 1949 | CDKA-3 Moscou (A)                     | 1 - 2    | (D2) Dinamo Voronej            |
| 25 septembre 1949 | FK Kharkov (A)                        | 3 - 1    | (D2) DO Minsk                  |
| 25 septembre 1949 | Zavod Progress Léningrad (A)          | 2 - 1    | (D2) DO Sverdlovsk             |
| 25 septembre 1949 | Dinamo Tallinn (A)                    | 1 - 4    | (D2) Dinamo Rostov             |
| 25 septembre 1949 | Bourevestnik Frounzé (A)              | 0 - 1    | (D2) Dinamo Tcheliabinsk       |
| 28 septembre 1949 | FK Bobrouïsk (A)                      | 0 - 1    | (D2) Metallourg Moscou         |
| 5 octobre 1949    | Spartak Achkhabad (D2)                | 0 - 4    | (D2) Torpedo Gorki (ru)        |
| 5 octobre 1949    | Lokomotiv Kichinev (A)                | 2 - 7    | (D2) FK Kovrov                 |
| 5 octobre 1949    | Inkaras Kaunas (A)                    | 2 - 2 ap | (A) Dinamo Koutaïssi           |
| 6 octobre 1949    | Inkaras Kaunas (A)                    | 4 - 2    | (A) Dinamo Koutaïssi           |
| 5 octobre 1949    | DO Tachkent (D2)                      | 1 - 2    | (D2) Krylia Sovetov Kouïbychev |
| 5 octobre 1949    | DO Erevan (A)                         | 1 - 3    | (D2) Spartak Kherson           |
| 5 octobre 1949    | Dinamo Tachkent (A)                   | 2 - 0    | (D2) Traktor Taganrog          |
| 5 octobre 1949    | Dinamo Stalinabad (A)                 | 2 - 1    | (D2) DO Kiev                   |
| 5 octobre 1949    | Dinamo Petrozavodsk (A)               | 2 - 5    | (D2) Lokomotiv Zaporojié       |
| 8 octobre 1949    | Krasnoïé Znamia Orekhovo-Zouïevo (D2) | 1 - 1 ap | (D1) VVS Moscou                |
| 9 octobre 1949    | Krasnoïé Znamia Orekhovo-Zouïevo (D2) | 2 - 0    | (D1) VVS Moscou                |
| 12 octobre 1949   | DO Léningrad (D2)                     | 2 - 0    | (D1) Lokomotiv Moscou          |
| 14 octobre 1949   | Krylia Sovetov Molotov (D2)           | 3 - 1    | (D2) Daugava Riga              |

### Seizièmes de finale
Les rencontres de ce tour sont jouées entre le 4 et le 19 octobre 1949.
| Date            | Locaux                                | Score    | Visiteurs                      |
| --------------- | ------------------------------------- | -------- | ------------------------------ |
| 4 octobre 1949  | Dinamo Rostov (D2)                    | 3 - 2    | (D1) Dinamo Léningrad          |
| 8 octobre 1949  | Zavod Progress Léningrad (A)          | 1 - 3    | (D1) Neftianik Bakou           |
| 9 octobre 1949  | Dinamo Tcheliabinsk (D2)              | 1 - 2    | (D1) Lokomotiv Kharkov         |
| 11 octobre 1949 | FK Kovrov (D2)                        | 1 - 0    | (D1) Chakhtior Stalino         |
| 12 octobre 1949 | Lokomotiv Zaporojié (D2)              | 1 - 3 ap | (D1) Dinamo Tbilissi           |
| 16 octobre 1949 | Spartak Noguinsk (D2)                 | 1 - 5    | (D1) Spartak Moscou            |
| 16 octobre 1949 | FK Kharkov (A)                        | 1 - 3    | (D1) Torpedo Moscou            |
| 16 octobre 1949 | Torpedo Gorki (ru) (D2)               | 1 - 1 ap | (D1) Dynamo Kiev               |
| 17 octobre 1949 | Torpedo Gorki (ru) (D2)               | 0 - 3    | (D1) Dynamo Kiev               |
| 16 octobre 1949 | Dinamo Tachkent (A)                   | 1 - 1 ap | (D1) Torpedo Stalingrad        |
| 17 octobre 1949 | Dinamo Tachkent (A)                   | 0 - 2    | (D1) Torpedo Stalingrad        |
| 16 octobre 1949 | Dinamo Stalinabad (A)                 | 1 - 0    | (D1) Dinamo Erevan             |
| 18 octobre 1949 | Spartak Kherson (D2)                  | 0 - 0 ap | (D1) Dinamo Minsk              |
| 19 octobre 1949 | Spartak Kherson (D2)                  | 2 - 1    | (D1) Dinamo Minsk              |
| 18 octobre 1949 | Krylia Sovetov Molotov (D2)           | 0 - 2    | (D1) Krylia Sovetov Kouïbychev |
| 18 octobre 1949 | Krasnoïé Znamia Orekhovo-Zouïevo (D2) | 1 - 4    | (D2) DO Léningrad              |
| 18 octobre 1949 | Inkaras Kaunas (A)                    | 0 - 3    | (D1) Zénith Léningrad          |
| 18 octobre 1949 | Dynamo Moscou (D1)                    | 10 - 0   | (D2) Metallourg Moscou         |
| 18 octobre 1949 | Dinamo Voronej (D2)                   | 0 - 7    | (D1) CDKA Moscou               |

### Huitièmes de finale
Les rencontres de ce tour sont jouées entre le 17 et le 24 octobre 1949.
| Date            | Locaux                | Score    | Visiteurs                      |
| --------------- | --------------------- | -------- | ------------------------------ |
| 17 octobre 1949 | Dinamo Rostov (D2)    | 1 - 3    | (D1) Neftianik Bakou           |
| 19 octobre 1949 | Dinamo Tbilissi (D1)  | 4 - 0    | (D2) FK Kovrov                 |
| 19 octobre 1949 | Spartak Moscou (D1)   | 4 - 1    | (D1) Dynamo Kiev               |
| 19 octobre 1949 | Torpedo Moscou (D1)   | 1 - 0 ap | (D1) Krylia Sovetov Kouïbychev |
| 19 octobre 1949 | Spartak Kherson (D2)  | 1 - 0    | (D2) DO Léningrad              |
| 19 octobre 1949 | Dynamo Moscou (D1)    | 3 - 0    | (A) Dinamo Stalinabad          |
| 19 octobre 1949 | CDKA Moscou (D1)      | 3 - 2 ap | (D1) Lokomotiv Kharkov         |
| 23 octobre 1949 | Zénith Léningrad (D1) | 0 - 0 ap | (D1) Torpedo Stalingrad        |
| 24 octobre 1949 | Zénith Léningrad (D1) | 1 - 0    | (D1) Torpedo Stalingrad        |

### Quarts de finale
Les rencontres de ce tour sont jouées entre le 25 et le 27 octobre 1949.
| Date            | Locaux              | Score | Visiteurs             |
| --------------- | ------------------- | ----- | --------------------- |
| 25 octobre 1949 | Torpedo Moscou (D1) | 3 - 2 | (D1) Neftianik Bakou  |
| 26 octobre 1949 | Dynamo Moscou (D1)  | 3 - 1 | (D1) Dinamo Tbilissi  |
| 26 octobre 1949 | Spartak Moscou (D1) | 7 - 1 | (D2) Spartak Kherson  |
| 27 octobre 1949 | CDKA Moscou (D1)    | 2 - 0 | (D1) Zénith Léningrad |

### Demi-finales
Les rencontres de ce tour sont jouées les 30 et 31 octobre 1949.
| Date            | Locaux              | Score    | Visiteurs           |
| --------------- | ------------------- | -------- | ------------------- |
| 30 octobre 1949 | Dynamo Moscou (D1)  | 2 - 2 ap | (D1) Spartak Moscou |
| 31 octobre 1949 | Dynamo Moscou (D1)  | 2 - 1    | (D1) Spartak Moscou |
| 31 octobre 1949 | Torpedo Moscou (D1) | 2 - 1    | (D1) CDKA Moscou    |

### Finale
| Titulaires :              |                         |
|                           |                         |
|                           | Vladimir Leksovski (ru) |
|                           | Mikhaïl Bytchkov        |
|                           | Grigori Douganov (ru)   |
|                           | Agustín Gómez Pagóla    |
|                           | Pavel Solomatine (ru)   |
|                           | Iouri Tchaïko (ru)      |
|                           | Viktor Ponomariov (ru)  |
|                           | Nikolaï Iefimov (ru)    |
|                           | Aleksandr Ponomariov    |
|                           | Vladimir Netchaïev (ru) |
|                           | Antonin Sochnev         |
|                           |                         |
| Entraîneur :              |                         |
| Konstantin Kvachnine (en) |                         |

| Titulaires :     |                          |     |
|                  |                          |     |
|                  | Alekseï Komitch (en)     |     |
|                  | Aleksandr Petrov (ru)    |     |
|                  | Mikhaïl Semitchastny     |     |
|                  | Piotr Ivanov (ru)        |     |
|                  | Vsevolod Blinkov (en)    | 78e |
|                  | Leonid Soloviov (en)     |     |
|                  | Vladimir Tsvetkov (ru)   |     |
|                  | Ivan Konov (ru)          |     |
|                  | Konstantin Beskov        |     |
|                  | Vladimir Iline           |     |
|                  | Vladimir Savdounine (en) |     |
|                  |                          |     |
| Remplaçants :    |                          |     |
|                  | Aleksandr Sokolov (ru)   | 78e |
|                  |                          |     |
| Entraîneur :     |                          |     |
| Mikhail Yakushin |                          |     |

| Titulaires :              |                         |
|                           |                         |
|                           | Vladimir Leksovski (ru) |
|                           | Mikhaïl Bytchkov        |
|                           | Grigori Douganov (ru)   |
|                           | Agustín Gómez Pagóla    |
|                           | Pavel Solomatine (ru)   |
|                           | Iouri Tchaïko (ru)      |
|                           | Viktor Ponomariov (ru)  |
|                           | Nikolaï Iefimov (ru)    |
|                           | Aleksandr Ponomariov    |
|                           | Vladimir Netchaïev (ru) |
|                           | Antonin Sochnev         |
|                           |                         |
| Entraîneur :              |                         |
| Konstantin Kvachnine (en) |                         |

| Titulaires :     |                          |     |
|                  |                          |     |
|                  | Alekseï Komitch (en)     |     |
|                  | Aleksandr Petrov (ru)    |     |
|                  | Mikhaïl Semitchastny     |     |
|                  | Piotr Ivanov (ru)        |     |
|                  | Vsevolod Blinkov (en)    | 78e |
|                  | Leonid Soloviov (en)     |     |
|                  | Vladimir Tsvetkov (ru)   |     |
|                  | Ivan Konov (ru)          |     |
|                  | Konstantin Beskov        |     |
|                  | Vladimir Iline           |     |
|                  | Vladimir Savdounine (en) |     |
|                  |                          |     |
| Remplaçants :    |                          |     |
|                  | Aleksandr Sokolov (ru)   | 78e |
|                  |                          |     |
| Entraîneur :     |                          |     |
| Mikhail Yakushin |                          |     |